# تپه گوی جلو
تپه گوی جلو مربوط به عصر برنز تا سدهٔ ۱۰ ه.ق است و در شهرستان اورمیه، روستای گوی جلو واقع شده و این اثر در تاریخ ۲۷ مرداد ۱۳۸۲ با شمارهٔ ثبت ۹۶۹۵ به‌عنوان یکی از آثار ملی ایران به ثبت رسیده است.